# The Rolling Stones No. 2
The Rolling Stones No. 2 is het tweede album van The Rolling Stones dat in het Verenigd Koninkrijk is uitgegeven. Het album is uitgebracht in 1965.
Het album bevat vooral R&B-covers. Op het album staan 3 zelfgeschreven nummers door Mick Jagger en Keith Richards.
In het Verenigd Koninkrijk werd het album een groot succes. Het album stond 10 weken op nummer 1 begin 1965. Het werd een van de bestverkochte albums in 1965 in het Verenigd Koninkrijk.
In 1986 werd het album door ABKCO Records overgeslagen toen de albums van band op cd werden uitgebracht, evenals in 2002 bij de geremasterde serie. In 2016 was het album wel onderdeel van de box set "The Rolling Stones In Mono".

## Nummers
1. Everybody Needs Somebody to Love (Solomon Burke/Jerry Wexler/Bert Russell) – 5:03
  - Dit nummer verscheen ook op The Rolling Stones, Now, die versie is echter is 2 minuten korter.
2. Down Home Girl (Jerry Leiber/Arthur Butler) – 4:11
  - Staat ook op The Rolling Stones, Now!
3. You Can't Catch Me (Chuck Berry) – 3:38
  - Staat ook op The Rolling Stones, Now!
4. Time Is on My Side (Norman Meade) – 2:58
  - Staat ook op Hot Rocks 1964–1971. Dit is de versie met een gitaarintro, de versie met een orgelintro verscheen op 12 x 5.
5. What a Shame (Jagger/Richards) – 3:03
  - Staat ook op The Rolling Stones, Now!
6. Grown Up Wrong (Jagger/Richards) – 1:50
  - Staat ook op 12 x 5.
7. Down The Road Apiece (Don Raye) – 2:55
  - Staat ook op The Rolling Stones, Now!
8. Under the Boardwalk (Arthur Resnick/Kenny Young) – 2:46
  - Staat ook op 12 x 5
9. I Can't Be Satisfied (McKinley Morganfield) – 3:26
  - Staat ook op More Hot Rocks (Big Hits & Fazed Cookies)
10. Pain In My Heart (Naomi Neville) – 2:11
  - Staat ook op The Rolling Stones, Now!
11. Off The Hook (Jagger/Richards) – 2:33
  - Staat ook op The Rolling Stones, Now!
12. Susie Q (Eleanor Broadwater/Dale Hawkins/Stan Lewis) – 1:50
  - Staat ook op 12 x 5

## Bezetting
- Mick Jagger - leadzang, harmonica, tamboerijn, percussie
- Keith Richards - gitaar, zang
- Brian Jones - gitaar, slaggitaar, slide-gitaar
- Charlie Watts - drums, percussie
- Bill Wyman - basgitaar, zang

- Ian Stewart - piano
- Jack Nitzsche - piano, tamboerijn

## Hitlijsten
Album
| Jaar | Hitlijst         | Notering |
| ---- | ---------------- | -------- |
| 1965 | UK Top 20 Albums | 1        |